# Socha svatého Jana Nepomuckého (Kovanice)
Socha svatého Jana Nepomuckého stojí na návsi před domem čp. 7 v Kovanicích v okrese Nymburk, v blízkosti tamějšího mateřské školy a kostela svatého Václava. Samotná pískovcová plastika, stojící na vysokém hranolovém soklu, měří 170 cm. Od 31. prosince 1965 je toto kvalitně provedené sochařské dílo východočeské provenience s tradicemi gotické tvorby kulturní památkou.

## Historie a popis
Kovanická socha svatého Jana Nepomuckého pochází z 1. třetiny 18. století a je dílem neznámého autora. Plastika z pískovce je usazena na římsami odstupňovaném hranolovém soklu, jenž na čelní straně nese vpadlé, obloukem uzavřené zrcadlo s majuskulním nápisem I.W.C.V.B.V.L. Kolem něj je zahrádka z latěk se sloupy z železných trubek.

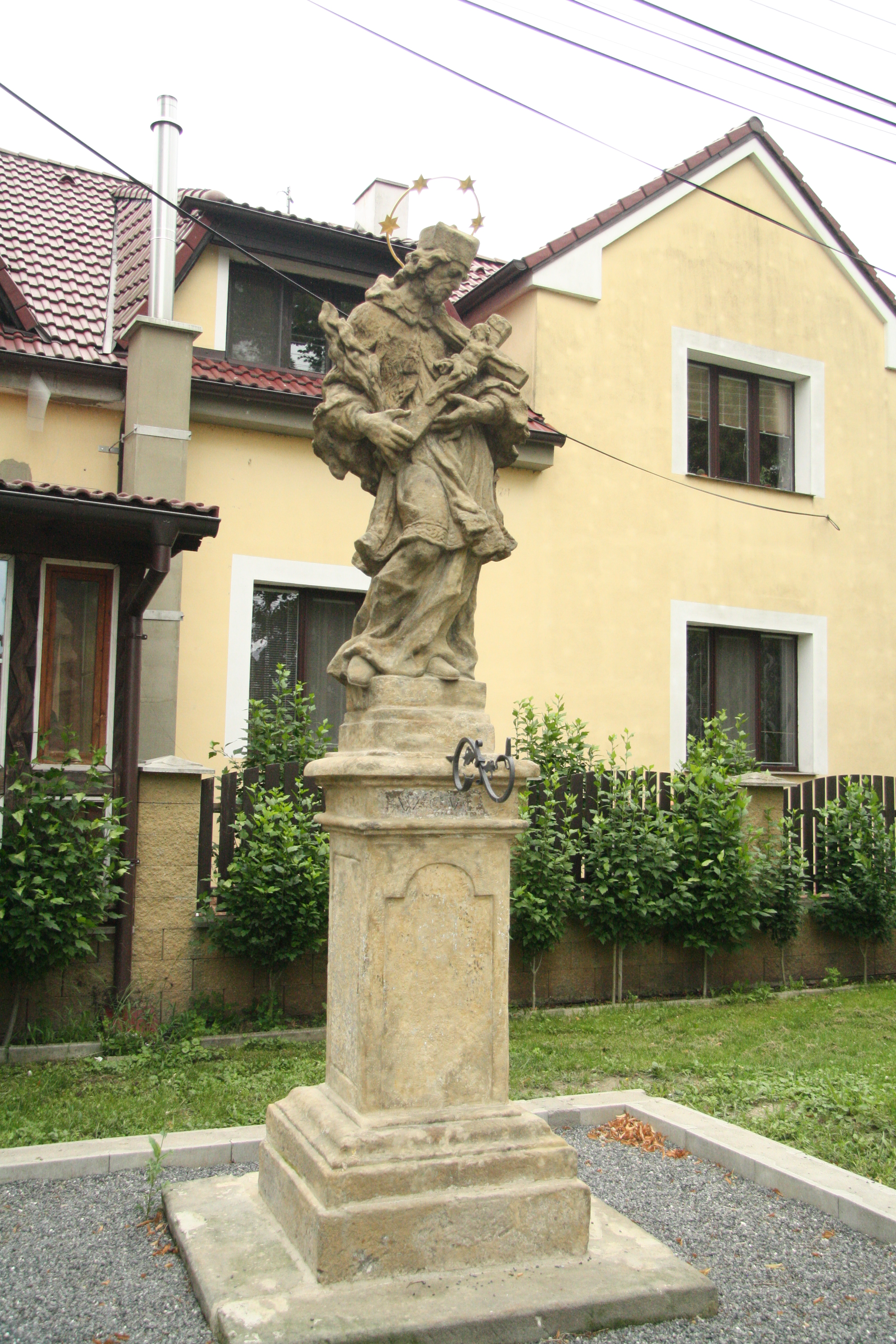
Detail sochy po restaurátorském zásahu

Plastika v životní velikosti stojí na vlastním menším soklu, osazeném železnou šestibokou svítilnou, která je zavěšena na esovitém ramínku. Světec stojí v kontrapostu typickým pro gotické sochařství s levou pokrčenou nohou, esovitě prohnutou tělesnou osou a hlavou mírně předkloněnou a nasměrovanou k levému rameni. V obličeji je postava pohublá a má vyvedený špičatý plnovous. Oblečen je do kleriky, rochety a krátkého kožešinového kabátu a na hlavě má biret. Obě jeho ruce jsou přitaženy k tělu a levá svírá krucifix, jenž šikmo směřuje přes světcovu hruď a je opřen o dlaň druhé ruky. Kolem hlavy je vyveden železný pozlacený kruh s pěti šesticípými hvězdami.
V roce 2012 došlo k opravě sochy, vedené Vojtěchem Adamcem a doplněné o restaurátorský výzkum.